# Districtul Hankha
Hankha (în thailandeză หันคา) este un district (Amphoe) din provincia Chainat, Thailanda, cu o populație de 56.394 de locuitori și o suprafață de 529,33 km².

## Componență
Districtul este subdivizat în 8 subdistricte (tambon), care sunt subdivizate în 99 de sate (muban).
| Nr. | Nume             | În thailandeză | Sate | Locuitori |
| --- | ---------------- | -------------- | ---- | --------- |
| 01. | Hankha           | หันคา           | 11   | 10,159    |
| 02. | Ban Chian        | บ้านเชี่ยน        | 12   | 08,976    |
| 05. | Phrai Nok Yung   | ไพรนกยูง        | 13   | 04,923    |
| 06. | Nong Saeng       | หนองแซง        | 20   | 07,643    |
| 07. | Huai Ngu         | ห้วยงู           | 11   | 05,943    |
| 08. | Wang Kai Thuean  | วังไก่เถื่อน       | 11   | 07,828    |
| 09. | Den Yai          | เด่นใหญ่         | 11   | 05,120    |
| 11. | Sam Ngam Tha Bot | สามง่ามท่าโบสถ์   | 10   | 05,312    |